# Lispe latana
Lispe latana este o specie de muște din genul Lispe, familia Muscidae, descrisă de John Otterbein Snyder în anul 1949. Conform Catalogue of Life specia Lispe latana nu are subspecii cunoscute.